# Kohistanat (huyện)
Kohistanat là một huyện thuộc tỉnh Sar-e Pol, Afghanistan. Dân số thời điểm năm 1999 là 61,397 người.